# Mata grzewcza
Mata grzewcza, grzejna – ogrzewanie elektryczne stosowane w budynkach w montażu bezpośrednio pod płytki oraz w terrarystyce. Zależnie od miejsca zastosowania maty grzewcze mają różne parametry techniczne.

## Zastosowanie w terrarystyce
W terrarystyce mata grzewcza to urządzenie służące do ogrzewania zbiornika hodowlanego czyli terrarium, mające postać płaskiej samoprzylepnej maty generującej ciepło. Takie maty grzewcze układa się najczęściej na dnie zbiornika i przykrywa ściółką, rzadziej na ścianki zbiornika. Maty grzewcze do terrariów dostępne są w różnych wariantach mocy grzewczej, jednak maksymalna moc takich mat grzewczych jest mniejsza niż moc kabli grzewczych stosowanym w ogrzewaniu budynków; dla porównania - kable grzewcze dostępne są o mocy nawet 20 W/mb i 200 W/m2 podczas gdy największe maty grzewcze do terrariów mają 25 W. Akwarystyczne maty grzewcze mają natomiast najniższy dolny próg mocy grzewczej (nawet 4 W) co pozwala na zastosowanie np. w bardzo małych terrariach. Ze względu na wysoką cenę w stosunku do mocy oraz ograniczone możliwości manipulacji w stosunku do kabli grzewczych dedykowanych do akwariów, maty są mniej popularnymi urządzeniami grzewczymi w terrariach.

## Zastosowanie w budownictwie
Maty grzewcze to zaawansowane technologicznie rozwiązania w dziedzinie ogrzewania elektrycznego, które są stosowane zarówno w nowych budynkach, jak i tych po termomodernizacji. Ich użyteczność jest szczególnie widoczna w obiektach wyposażonych w systemy fotowoltaiczne, choć znajdują one zastosowanie także w dużych, zabytkowych budynkach ogrzewanych sezonowo.
Przykłady zastosowań maty grzewczej w budynkach mieszkalnych i użyteczności publicznej:
- Ogrzewanie łazienki
- Ogrzewanie pomieszczenia wilgotnego
- Ogrzewanie korytarza
- Ogrzewanie toalety
- Ogrzewanie suszarni
- Ogrzewanie sklepu
- Ogrzewanie hotelu

## Zasada działania
Maty grzewcze, używane głównie do ogrzewania podłogowego, działają na zasadzie konwersji energii elektrycznej w ciepło, które jest następnie równomiernie rozprowadzane po powierzchni podłogi. Serce systemu stanowi przewód grzejny, często wykonany z wolframowo-niklowego splotu, który dzięki swojej konstrukcji efektywnie opiera się przepływowi prądu, generując ciepło.
W praktyce, przewód ten jest zanurzony w substancji takiej jak klej elastyczny lub cienkowarstwowa wylewka. Klej elastyczny, mimo swojej niejednorodności, może wpływać na nierównomierny rozkład temperatur wokół kabla grzejnego, co z czasem może skutkować lokalnym przegrzaniem i skróceniem żywotności systemu. Mimo to, odpowiednie zastosowanie technologii pozwala na efektywne i ekonomiczne przekształcenie dostarczanej energii elektrycznej w ciepło, z minimalną stratą energii.
Dzięki zastosowaniu nowoczesnych technologii i materiałów, maty grzewcze mogą bardzo precyzyjnie kontrolować poziom ciepła, co nie tylko zwiększa komfort użytkowania, ale także przyczynia się do redukcji kosztów energetycznych. Ich działanie opiera się na zasadzie równomiernego rozprowadzania wytworzonego ciepła, co jest kluczowe dla uzyskania optymalnej efektywności ogrzewania.
System ten jest idealnym rozwiązaniem dla nowoczesnych instalacji ogrzewania podłogowego, zapewniając wysoką efektywność oraz możliwość dokładnego dostosowania do indywidualnych potrzeb użytkownika.